# Имре Кертес
Имре Кертес (на унгарски: Kertész Imre, МФА: [ˈkɛrteːs 'imrɛ]) е унгарски писател от еврейски произход, Нобелов лауреат за литература през 2002 година за книгите му, „които подкрепят крехкия опит на индивида срещу варварския произвол на историята“.

## Биография
Имре Кертес е роден на 9 ноември 1929 г. в Будапеща. През 1944 година, в края на Втората световна война, той е на 14 години и е депортиран, заедно с други унгарски евреи, в концентрационния лагер Аушвиц, след което е изпратен в лагера Бухенвалд. Най-известната книга на Кертес, „Безсъдбовност“ („Sorstalanság“), описва опита на петнадесетгодишния Дьорд Кьовеш в концентрационните лагери Аушвиц, Бухенвалд и Цайц. Макар романът често да е определян като автобиографичен, самият автор отхвърля това определение.
След освобождаването на Бухенвалд от американските войски през април 1945 г., Кертес се завръща в Унгария, където завършва образованието си и работи като журналист и преводач. Започва да пише „Безсъдбовност“, но първоначално среща трудности с публикуването на книгата. Тя е издадена през 1975 година. В края на 80-те години отново започва да публикува романи, в някои от които доразвива елементи от сюжета на „Безсъдбовност“ в контекста на следвоенна Източна Европа. От края на 90-те години прекарва голяма част от времето си в Берлин. През 2002 г. получава Нобелова награда за литература.